# Роден, Карел
Ка́рел Ро́ден (чеш. Karel Roden; 18 мая 1962, Ческе-Будеёвице, Чехословакия) — чешский актёр театра и кино, с 2001 года — голливудский киноактёр. Обладатель престижной чешской кинонаграды «Чешский лев» в номинации «Лучшая мужская роль» (2008, 2017).

## Биография
Карел Роден родился 18 мая 1962 года в городе Ческе-Будеёвице (Ceske Budejovice), Чехословакия. Вместе со своим младшим братом Марианом Роденом (род. 1964 г.) является продолжателем актёрской династии — их отец (Карел Роден, 1914—1992 гг.) и дед были известными чешскими актёрами.

### Начало карьеры
Закончив Театральный факультет Пражской академии исполнительных искусств (DAMU), Карел Роден начал свою актёрскую карьеру с небольших ролей в театре и в телевизионных фильмах. Его кинодебют на большом экране состоялся в 1984 году в картине «Когда поэты теряют иллюзии» («How Poets Are Losing Their Ilussions»), где он исполнил эпизодическую роль студента-медика.
Вскоре, благодаря своему незаурядному таланту, умению полностью погрузиться в образ, Карел Роден стал весьма востребованным актёром в Чехословакии. Кроме того, снимался в художественных фильмах на киностудиях Италии, Франции, Германии и др.; принимал участие в документальных проектах. До приглашения в Голливуд в 2001 году, Роден успел сняться более чем в сорока кинофильмах.
Немалого успеха он добился и на театральных подмостках. Среди лучших сценических работ актёра — Дон Жуан в постановке пражского театра Divadlo v Dlouhé «Дон Жуан и Фауст» (Христиан Дитрих Граббе), главные роли в спектаклях Студии DVA «Свободная пара» (Дарио Фо и Франка Раме) и «Мнимый больной» (Мольер).
Широкому кругу кинозрителей за пределами Чехии Карел Роден известен в первую очередь как исполнитель колоритных ролей второго плана в голливудских художественных фильмах.

### Начало американской карьеры
Первым американским фильмом с участием Родена стал боевик Джона Херцфельда «15 Minutes» (в российском прокате — «15 минут славы», 2001 год), в котором он сыграл отрицательную роль преступника Эмиля Слова́ка. Его партнёрами по фильму стали известные российские актёры Владимир Машков и Олег Тактаров, также исполнившие роли «плохих парней» из Восточной Европы. Главную роль «хорошего детектива» сыграл Роберт де Ниро.

### Современный период
Мировую известность Карелу Родену принесла роль в фантастическом триллере режиссёра Гильермо дель Торо «Блэйд 2» в 2002 году.
Затем последовали съёмки в английском фильме «Призраки», и в приключенческом боевике Пола Хантера «Пуленепробиваемый монах» (США).
В 2004 году популярность фактурного восточноевропейского актера закрепилась окончательно, когда он принял участие подряд в двух кассовых голливудских блокбастерах: вновь у Гильермо дель Торо в экшн-триллере «Хеллбой: Герой из пекла» (Григорий Распутин) и в боевике английского режиссёра Пола Грингасса «Превосходство Борна» (Юрий Гретков).
С этих пор предложения от американских кинопрокатчиков следуют одно за другим. Как правило Родену предназначаются роли злодеев — выходцев из Восточной Европы.
Благодаря очевидному внешнему сходству с известным российским бизнесменом Романом Абрамовичем, Карел Роден часто играет русских олигархов. Самые заметные роли в этом амплуа: Юрий Гретков («Превосходство Борна», 2004 г.), Михаил Корски («Ларго Винч: Начало», 2008 г.), Юрий Омович («Рок-н-рольщик», 2008 г.)
В настоящее время, несмотря на большую занятость в голливудских проектах, Карел Роден активно снимается на европейских киностудиях, в том числе у себя на родине в Чехии, где был неоднократно номинирован на престижную кинонаграду «Чешский лев». В 2008 году он стал её обладателем за исполнение главной роли в фильме «Смотритель № 47» (Чехия).
В 2019 сыграл одну из трёх главных ролей, комиссара чешской полиции из Праги Виктора Сайферта в криминальном телесериале «Принцип удовольствия» (совместное производство Чехии, Польши и Украины).

## Избранная фильмография
- 2022 — Ян Жижка — король Вацлав IV
- 2019 — Принцип удовольствия — комиссар полиции Виктор Сайферт
- 2019 — Стеклянная комната — фон Абт
- 2018 — МакМафия — Карел Бенеш
- 2016 — Масарик — Ян Масарик
- 2015 — Семейный фильм — ?
- 2013 — Армия Франкенштейна — Виктор
- 2011 — Всем нужна Кэт — Дэниел Карвер
- 2011 — Лидице | Lidice (Чехия) — Шима
- 2010 — Habermann — Jan Brezina
- 2010 — Alois nebel
- 2009 — Andrassy Street 60 — Karl
- 2009 — Дитя тьмы | Orphan (США) — Доктор Варава
- 2008 — GTA IV (Великобритания) — Михаил Фаустин (озвучка)
- 2008 — Рок-н-рольщик | RocknRolla (Великобритания) — Юрий Омович
- 2008 — Ларго Винч: Начало | Largo Winch (Франция) — Михаил Корски
- 2008 — Смотритель № 47 (2008) — главная роль
- 2008 — Кровавая графиня — Батори | Bathory (Великобритания, Венгрия, США, Словакия, Чехия) — Юрай Турзо — главная роль
- 2007 — Тайности | Tajnosti (Чехия)
- 2007 — Мистер Бин на отдыхе | Mr. Bean’s Holiday (Великобритания, — Германия, Франция) — Русский кинопродюсер Эмиль Дачевский
- 2007 — Бестиарий | Bestiar (Чехия)
- 2006 — Летняя любовь | Summer Love | Letnia milosc (Польша) — незнакомец
- 2006 — Заброшенный дом | Abandoned, The | Bloodline (Болгария, Великобритания, Испания) — Николай — главная роль
- 2006 — Беги без оглядки | Running Scared (Германия, США) — Анзор Югорски
- 2005 — Последняя высадка | Last Drop, The (Великобритания)
- 2005 — Заткнись и пристрели меня | Shut Up and Shoot Me (Великобритания, Чехия)
- 2005 — Дохлая рыба | Dead Fish (Великобритания, Германия) — Драган
- 2004 — «Хеллбой: Герой из пекла» | Hellboy (США) — Григорий Распутин
- 2004 — Превосходство Борна | Bourne Supremacy, The (Германия, США) — Гретков
- 2003 — Пуленепробиваемый монах | Bulletproof Monk (США) — Штандартенфюрер СС Струкер
- 2002 — Призраки | Spooks (Великобритания)
- 2002 — Блэйд 2 | Blade II (США, Германия) — адвокат Карл Коунен
- 2001 — 15 минут славы | 15 minutes | 15 Minuten Ruhm (США, Германия) — преступник Эмиль Словак
- 2000 — Жертвы и убийцы | Obeti a vrazi (Франция)
- 2000 — Жар-птица | Firebird, The | Feuervogel, Der (Германия)
- 2000 — Букет | Kytice (Чехия)
- 1999 — Багряный первоцвет | The Scarlet Pimpernel (Великобритания)
- 1998 — Капканы, капканы, капканчики | Pasti, pasti, pasticky (Чехия) — доктор Марек
- 1996 — Сорелина и источник мечты | Sorellina e il principe del sogno (Италия, Германия)
- 1996 — Заложники 2 / Crackerjack 2 (Канада)
- 1994 — Кольцо дракона / Desideria e l’anello del drago (Италия)
- 1992 — Пещера Золотой Розы 2 / Cave of the Golden Rose II (Италия)
- 1992 — Дон Джио / Don Gio (Чехословакия)
- 1989 — Массеба / Masseba (Чехословакия)
- 1989 — Время слуг / Cas sluhu (Чехословакия) — Милан
- 1988 — Храбрый портняжка / Sedem jednou ranou (Франция)
- 1984 — Когда поэты теряют иллюзии / How Poets Are Losing Their Ilussions (Чехословакия) — молодой врач